# Excelsior-diamant

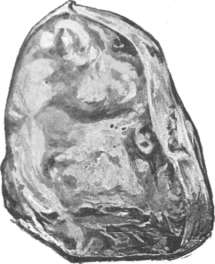
Tekening van de ongekloven Excelsior gepubliceerd in Precious Stones van Edwin Streeter uit 1899.

De Excelsior is een diamant van 995,20 karaat die in 1893 gevonden werd en vanaf dat moment tot de vondst van de Cullinan de grootste ongeslepen diamant ooit gevonden was.

## Geschiedenis
De Excelsior werd gevonden in Jagersfonteinmijn in wat toen nog de Oranje Vrijstaat was en tegenwoordig onderdeel is van Zuid-Afrika. Een medewerker van de mijn vond de steen tussen het grit. Hij kreeg als beloning een paard en 500 pond. In eerste instantie probeerden de eigenaars de steen in ruwe vorm te verkopen. Dit lukte echter tien jaar lang niet, waarna men in 1903 besloot hem te laten kloven in Amsterdam.

### Uiterlijk voor het kloven
De steen had een brede basis en een hoge top voor deze gekloofd werd. De top inspireerde waarschijnlijk de naam, Excelsior, wat hoger betekent. De steen bezat enige inclusies, ook zichtbaar als de zwarte puntjes in nevenstaande tekening van de steen. Deze inclusies, samen met de moeite die het kostte om de steen als ongekloven steen te verkopen, deed de eigenaars na overleg met Koninklijke Asscher Diamant Maatschappij, de diamantslijper die ook later de Cullinan zou kloven en slijpen, besluiten hem in 21 stukken te laten verdelen en deze stukken afzonderlijk te laten slijpen.

### Na het kloven
De Excelsior werd daarop in deze stukken gekloofd. Daarbij ging 63% van het gewicht verloren. De stenen waren dan ook aanzienlijk kleiner dan je van een dergelijke grote ongeslepen diamant zou verwachten. Het grootste stuk, Excelsior I genoemd, woog 69,68 karaat. De Excelsior II tot en met de Excelsior XI varieerden in maat van net iets meer dan 47 karaat tot net onder de 10 karaat. De overige 10 stenen waren alles bij elkaar net iets meer dan 15 karaat. Bijna alle grotere stukken waren peervormig, met uitzondering van de Excelsior III, Excelsior V en Excelsior VI, die marquise geslepen waren. Nadien was er veel kritiek op de keuze om de Excelsior in zulke kleine stukken te kloven. Alpheus Williams, general manager van De Beers, bekritiseerde dit besluit al in 1949.

### Na het slijpen
Doordat de overgebleven stukken van de Excelsior zoveel kleiner zijn, vallen ze minder op en zijn daardoor moeilijker te traceren. Drie stenen zijn verkocht aan Tiffany & Co.. Tiffany's vervaardigde naast de beroemde lampenkappen, ook sieraden. De Beers stelde Excelsior III, V of VI tentoon op de Wereldtentoonstelling van 1939 (New York). In 1989 werd de Excelsior I verkocht, maar zowel koper als verkoper waren onbekend. In 1991 en 1996 kwam dezelfde diamant weer op de markt en in 1996 werd de Excelsior I verkocht voor ruim 2,6 miljoen dollar aan Robert Mouawad, een Saoedi-Arabische juwelier die aan het hoofd staat van een familiebedrijf genaamd Mouawad. De Excelsior is nog altijd in handen van Mouawad. De Excelsior III en IV zijn mogelijk in 1949 en 1957 in het openbaar gezien, maar dit valt niet met zekerheid vast te stellen.